# Luxemburgische Davis-Cup-Mannschaft
Die luxemburgische Davis-Cup-Mannschaft vertritt Luxemburg im Davis Cup und fungiert somit als luxemburgische Tennis-Nationalmannschaft. Sie wird von der Fédération Luxembourgeoise de Tennis verwaltet und befindet sich derzeit in der Europa/Afrika-Zone der Gruppe II.

## Geschichte
Luxemburg nahm erstmals 1947 am Davis Cup teil und verlor die ersten 17 Begegnungen bis zum ersten Sieg 1965, einem 3:2 gegen die Türkei.
1991 sorgte die Mannschaft erstmals für Aufmerksamkeit und erreichte das Finale der Gruppe II, verlor dieses allerdings gegen Norwegen. Ein Jahr später gelang ihr der Aufstieg in die Gruppe I und das dortige Erreichen der zweiten Runde, was ihr bisher größter Erfolg ist. Diese Erfolgswelle war jedoch nicht von langer Dauer: 1994 stieg Luxemburg wieder ab und musste kurz darauf sogar in der Gruppe III spielen.
Im April 2000 trat Gilles Müller der Mannschaft bei und absolvierte sein erstes Spiel bei der 2:3-Niederlage gegen Irland, bei der er zwei Einzelsiege feierte. In den folgenden Jahren trug er zusammen mit Mike Scheidweiler maßgeblich zum Wiederaufstieg Luxemburgs bei, das 2003 wieder in der Gruppe I spielte und 2004 sowie 2006 das Viertelfinale erreichte.
Nach einer Relegationsniederlage 2007 gegen Mazedonien folgte der erneute Abstieg und zwischenzeitlich musste Luxemburg in der Gruppe III antreten, bevor es 2010 ein weiteres Mal in die Gruppe II einzog. Im April 2012 übertraf Scheidweiler gegen Madagaskar mit seinem insgesamt 19. Doppelsieg die Bestmarke von Johny Goudenbour und wurde damit zum erfolgreichsten Doppelspieler der luxemburgischen Davis-Cup-Geschichte. Beim 3:2-Sieg gegen Marokko im Februar 2014 absolvierte Scheidweiler seine 36. Davis-Cup-Teilnahme für Luxemburg und übertraf damit einen weiteren Rekord von Goudenbour.
In den Jahren 1992, 2003, 2004 und 2006 wurde die Auswahl zur luxemburgischen Mannschaft des Jahres gewählt.

## Spieler

### Ehemalige (Auswahl)
- Géza Wertheim (1947–1957, 0 Siege, 30 Niederlagen)
- Gaston Wampach (1947–1963, 4 Siege, 29 Niederlagen)
- Frank Baden (1958–1972, 16 Siege, 22 Niederlagen)
- Johny Goudenbour (1981–2000, 40 Siege, 37 Niederlagen)
- Serge Brueck (1986–1995, 12 Siege, 14 Niederlagen)